# Bathyraja brachyurops
Bathyraja brachyurops (лат.) — вид хрящевых рыб рода глубоководных скатов семейства Arhynchobatidae отряда скатообразных. Обитают в умеренных водах юго-восточной части Тихого и юго-западной части Атлантического океана между 40° ю. ш. — 56° ю. ш. Встречаются на глубине до 604 м. Их крупные, уплощённые грудные плавники образуют округлый диск со треугольным рылом. Максимальная зарегистрированная длина 125 см. Откладывают яйца. Рацион состоит из донных беспозвоночных. Не являются объектом целевого промысла.

## Таксономия
Впервые вид был научно описан в 1910 году как Raja brachyurops. Видовой эпитет происходит от слов др.-греч. βραχύς — «короткий» и др.-греч. οὐρά — «хвост». До недавнего научного описания Bathyraja cousseauae, как нового вида, его часто путали с Bathyraja brachyurops.

## Ареал
Эти скаты широко распространены в водах Аргентины, у Фолклендских островов, у южного побережья Бразилии, Чили вплоть до Магелланова пролива. Встречаются на глубине от 28 до 604 м, в температурном диапазоне от 3,0° C до 12,5° C.

## Описание
Широкие и плоские грудные плавники этих скатов образуют ромбический диск с широким треугольным рылом и закруглёнными краями. Позади глаз расположены брызгальца. На вентральной стороне диска расположены 5 жаберных щелей, ноздри и рот. Хвост длиннее диска. На хвосте имеются латеральные складки. У этих скатов 2 редуцированных спинных плавника и редуцированный хвостовой плавник. Максимальная зарегистрированная длина 125 см.
Дорсальная поверхность диска окрашена в ровный коричневатый или серо-коричневый цвет. У основания грудных плавников иногда имеются пара крупных «глазков». Птеригоподии самцов толстые и с шишковидным утолщением на конце.

## Биология
Эмбрионы питаются исключительно желтком. Эти скаты откладывают яйца, заключённые в роговую капсулу с твёрдыми «рожками» на концах. Длина капсул 7,9—9,1 см. Самцы и самки достигают половой зрелости при длине 58 и 64 см, соответственно. Наименьший размер свободно плавающей особи 13 см. Рацион мелких скатов состоит из донных ракообразных и полихет, тогда как крупные охотятся в основном на рыб.
На Bathyraja brachyurops паразитируют моногенеи Acanthocotyle brachyuropsi, Acanthocotyle patagonica, Acanthocotyle scobini, Calicotyle macrocotyle, Calicotyle sjegi, Rajonchocotyle emarginata и Merizocotyle euzeti, цестоды Guidus argentinense, трематоды Otodistomum plunketi и нематоды Metanisakis tricupola.

## Взаимодействие с человеком
Эти скаты являются объектом целевого лова. На Фолклендских островах их биомасса составляет до 20 % от уловов. В водах Чили они регулярно попадаются в качестве прилова в ходе ярусного промысла Dipturus chilensis. Из-за перелова численность скатообразных в этих водах существенно снизилась. Для восполнения популяции на Фолклендских островах и в Чили принимаются меры (временный мораторий, введение квот на вылов). Международный союз охраны природы присвоил виду охранный статус «Вызывающий наименьшие опасения».